# Szahuppa
Szahuppa (Šaḫuppa) – w 1 połowie I tys. p.n.e. asyryjska prowincja ze stolicą o tej samej nazwie. Utworzona została wraz z sąsiadującą z nią prowincją Tille z ziem królestwa Kadmuhu podbitego w 879 r. p.n.e. przez króla Aszurnasirpala II (883-859 p.n.e.). W inskrypcjach królewskich późniejszych władców asyryjskich nazywana jest też niekiedy prowincją Kadmuhu. Stolica prowincji, miasto Szahuppa, identyfikowane jest ze stanowiskiem Tall bei Babil. Gubernator Szahuppy/Kadmuhu o imieniu Aszur-belu-usur wymieniany jest w asyryjskiej kronice eponimów jako urzędnik limmu w 695 r. p.n.e. Prowincja wzmiankowana jest w jednym z dekretów Adad-nirari III (810-783 p.n.e.), tekście administracyjnym z czasów Sargona II (722-705 p.n.e.) oraz listach do Asarhaddona (680-669 p.n.e.) i Aszurbanipala (669-627? p.n.e.).